# Saint-Pierre, Martinique
Saint-Pierre là một xã thuộc tỉnh hải ngoại Martinique nước Pháp.